# Gare de Pont-de-Veyle
La gare de Pont-de-Veyle est une gare ferroviaire française de la ligne de Mâcon à Ambérieu. Elle est située rue de Pont-de-Veyle, au lieu-dit La Gare, sur le territoire de la commune de Crottet, à proximité de Pont-de-Veyle, dans le département de l'Ain, en région Auvergne-Rhône-Alpes.
Elle est mise en service en 1857 par la Compagnie du chemin de fer de Lyon à la Méditerranée (LM) avant de devenir une gare du réseau de la Compagnie des chemins de fer de Paris à Lyon et à la Méditerranée (PLM).
C'est une gare de la Société nationale des chemins de fer français (SNCF), desservie par des trains TER Auvergne-Rhône-Alpes.

## Situation ferroviaire
Établie à 178 mètres d'altitude, la gare de Pont-de-Veyle est située au point kilométrique (PK) 7,780 de la ligne de Mâcon à Ambérieu, entre les gares ouvertes de Mâcon-Ville et de Vonnas. En direction de Vonnas s'intercale la gare fermée de Saint-Jean-sur-Veyle.
Gare de bifurcation, elle est également le point d'aboutissement du raccordement de Pont-de-Veyle qui permet aux TGV qui quittent la ligne de Combs-la-Ville à Saint-Louis (LGV) au niveau de la gare de Mâcon-Loché-TGV de se diriger vers la Savoie et la Suisse.

## Histoire
La station de Pont-de-Veyle est mise en service le 6 juin 1857 par la Compagnie du chemin de fer de Lyon à la Méditerranée (LM), lorsqu'elle ouvre à l'exploitation les 34 kilomètres de Bourg à la rive gauche de la Saône. La voie s'arrête au bord de la rivière du fait d'un retard pris sur la construction du viaduc, un service de bateaux est organisé pour faire traverser les voyageurs en environ trente minutes. Le viaduc permettra la continuité de la ligne à partir du 20 juillet 1857.
En 1911, Pont-de-Veyle figure dans la nomenclature des gares stations et haltes de la Compagnie des chemins de fer de Paris à Lyon et à la Méditerranée (PLM). C'est une gare, qui peut seulement expédier des dépêches privées, et qui est ouverte au service complet des marchandises (petite et grande vitesse) à l'exclusion des chevaux chargés dans des wagons-écuries s'ouvrant en bout et des voitures à 4 roues à deux fonds et à deux banquettes dans l'intérieur, omnibus diligences, etc. Elle est située sur la ligne de Mâcon à Modane, entre les gares de Mâcon et de Vonnas.
Elle conserve son statut de gare voyageurs au cours du XXe siècle, ses installations, notamment les abris, le mobilier, l'éclairage et la signalétique, sont rénovées en 2012 dans le cadre du programme régional de « remise à niveau des gares et haltes ». Ces travaux sont poursuivis avec l'ouverture du chantier de réaménagement des abords de la gare en avril 2013. Il s'agit de faciliter les échanges entre le bâtiment, les quais et les différents moyens de déplacements utilisés par les voyageurs, notamment : la marche, les deux roues et les véhicules de transport en commun ou individuel. Projet qui trouve son origine dans le constat de l'augmentation significative de la fréquentation de la gare. En 2006 le transit quotidien était de 40 voyageurs et en 2012 il approche les 100.

## Fréquentation
Selon les estimations de la SNCF, la fréquentation annuelle de la gare s'élève aux nombres indiqués dans le tableau ci-dessous.
| Année               | 2023   | 2022   | 2021   | 2020   | 2019   | 2018   | 2017   | 2016   | 2015   |
| ------------------- | ------ | ------ | ------ | ------ | ------ | ------ | ------ | ------ | ------ |
| Nombre de voyageurs | 57 341 | 53 491 | 45 046 | 33 863 | 43 215 | 38 597 | 43 783 | 42 216 | 47 317 |

## Service des voyageurs

### Accueil
Gare SNCF, elle dispose d'un bâtiment voyageurs, avec guichet et salle d'attente, ouvert tous les jours.

### Desserte
Pont-de-Veyle est desservie par les trains TER Auvergne-Rhône-Alpes de la relation Mâcon – Bourg-en-Bresse – Ambérieu,.

Installations
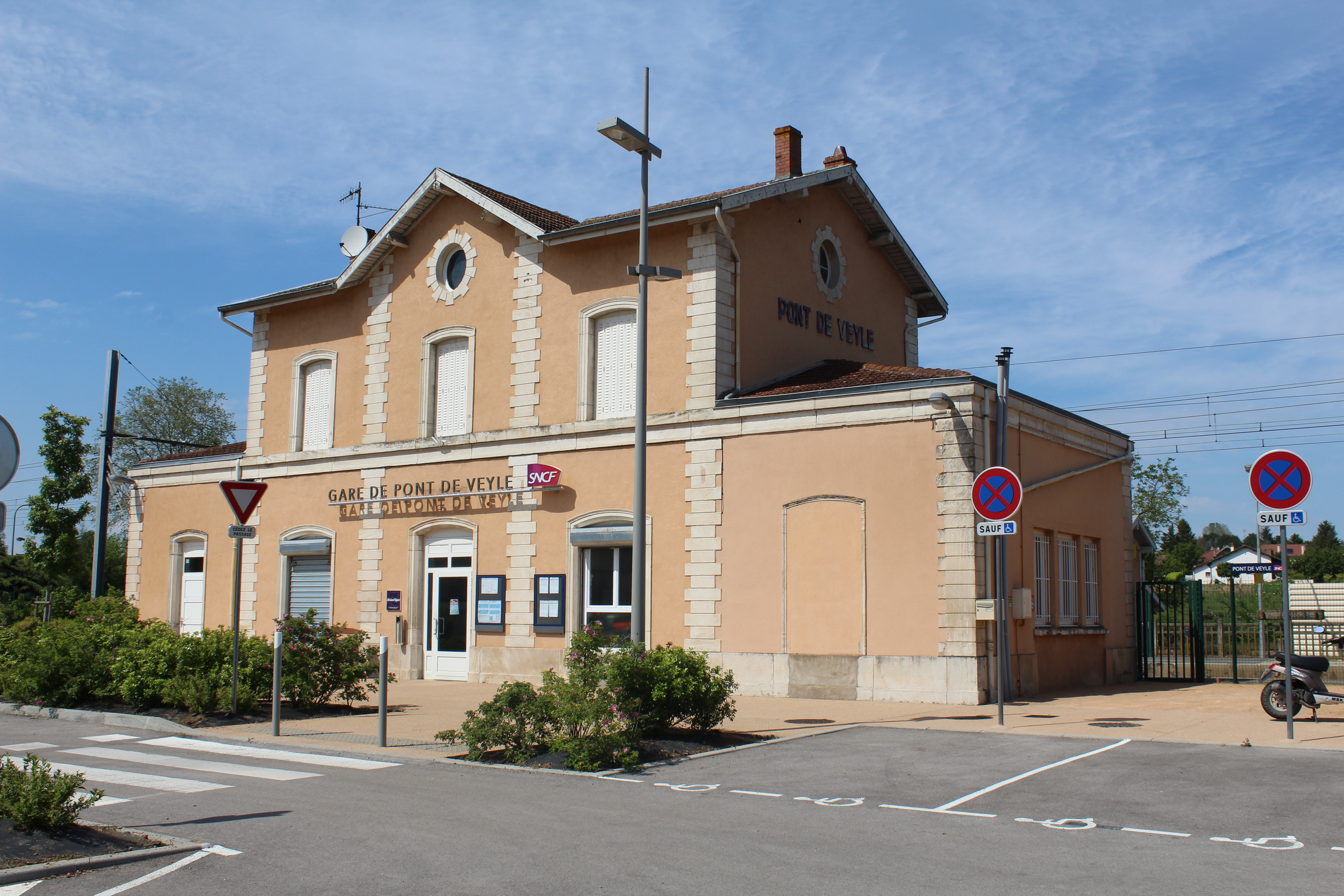
Accès au quai.
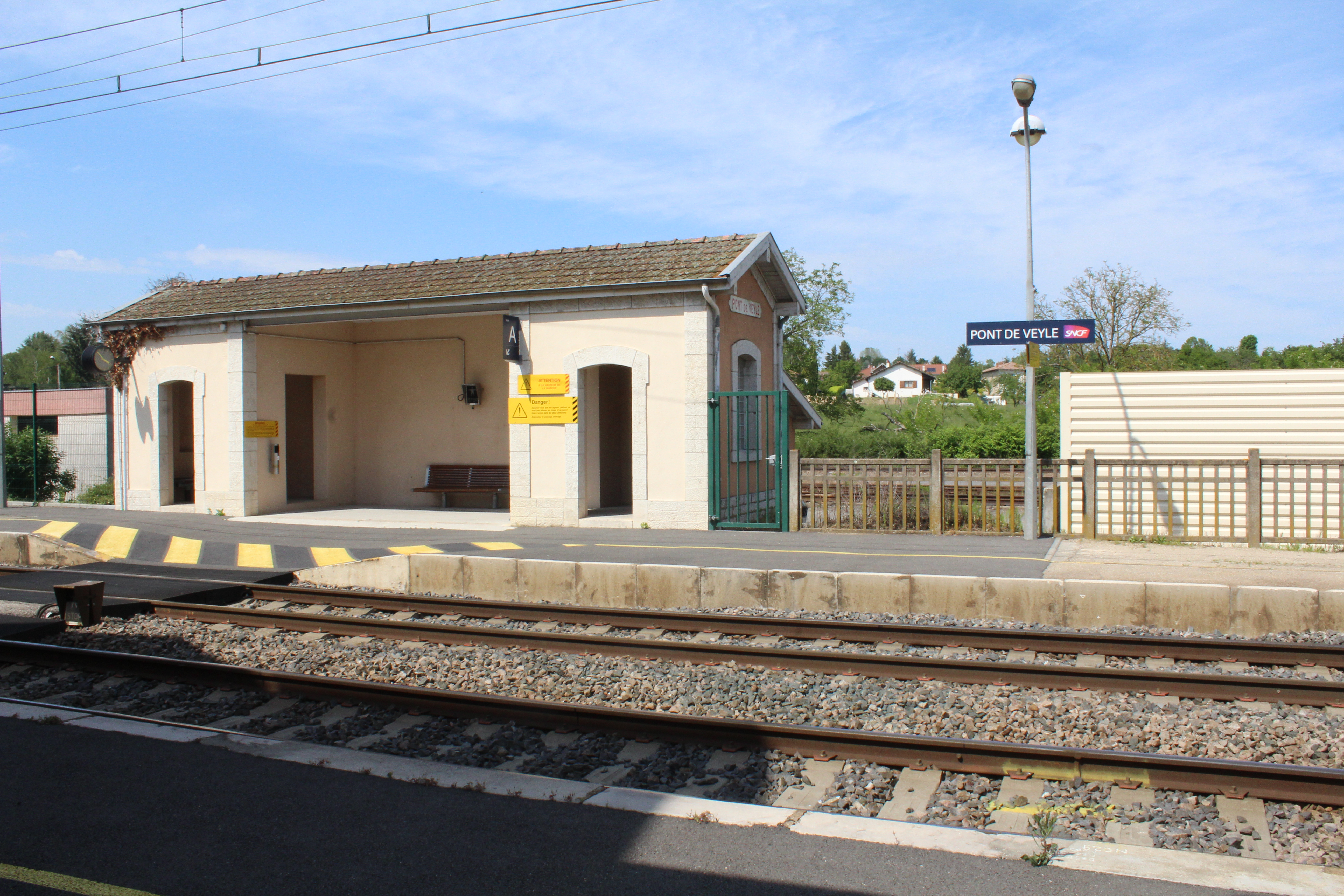
Abri de quai.
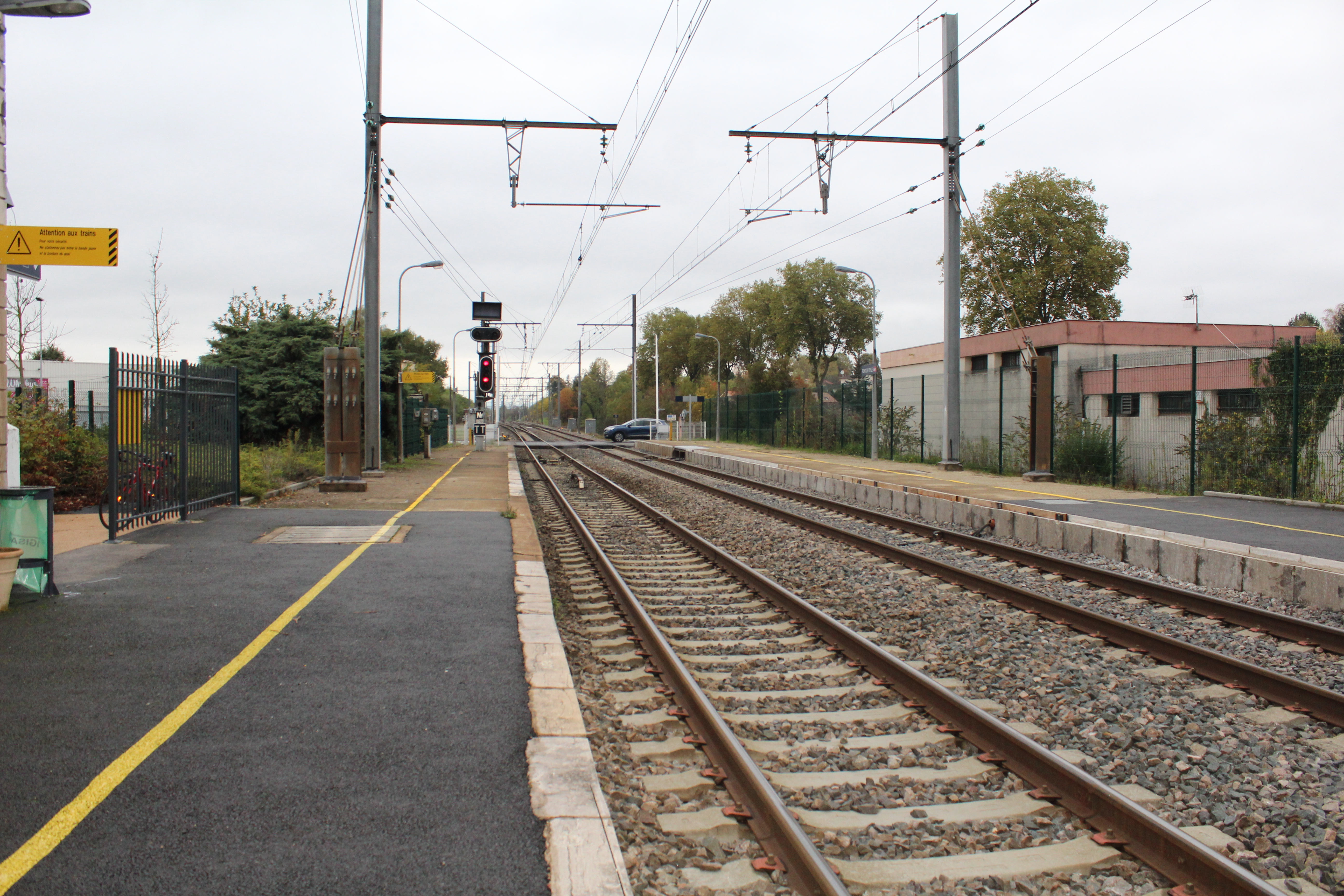
Le passage à niveau.

### Intermodalité
Un parc pour les vélos (consignes individuelles et accroches en libre accès) et un parking pour les véhicules y sont aménagés. Un loueur de véhicules est présent en gare.
Un service de cars TER assure la relation Mâcon – Bourg-en-Bresse en complément de la desserte ferroviaire.